# Клин (Горецкий район)
Клин (бел. Клін) — деревня в составе Маслаковского сельсовета Горецкого района Могилёвской области Республики Беларусь.

## Население
- 1999 год — 52 человека
- 2010 год — 24 человека